# DNA polymeráza III
DNA polymeráza III (Pol III) je asi nejvýznamnější DNA polymeráza bakterií. Je spolu s helikázou a primázou zásadní pro průběh bakteriální replikace DNA. Je rychlá, efektivní a dostatečně přesná. Tato DNA polymeráza se u E. coli skládá ze 17 podjednotek a obsahuje deset odlišných druhů polypeptidů. Nejvýznamnější z nich je alfa podjednotka, která je z enzymatického hlediska schopná právě polymerizační aktivity. Epsilon podjednotka zase např. umožňuje opravu DNA. Beta podjednotka je svírací protein.